# Jaime Penedo
Jaime Penedo (* 26. September 1981 in Panama-Stadt) ist ein ehemaliger panamaisch-spanischer Fußballtorhüter. Er ist derzeit Rekordtorwart der Nationalmannschaft von Panama.

## Karriere

### Klub
Er begann seine Karriere beim Estudiantes Panamá FC zur Saison 2002 wechselte er  in die Mannschaft von CD Plaza Amador, für ein halbes Jahr versuchte er sich dann 2004 in Italien bei Cagliari Calcio. Ab 2005 war er jedoch wieder zurück in Panama, um dort für CD Árabe Unido zwischen den Pfosten zu stehen. Für die Saison 2006/07 probierte er es nochmal in Europa, wo er für die B-Mannschaft von CA Osasuna über die komplette Spielzeit aktiv war.
Nach seiner erneuten Rückkehr nach Südamerika kehrte er aber nicht in sein Heimatland zurück, sondern schloss sich zur Saison 2007/08 CSD Municipal aus Guatemala an, hier wurde eine feste Größe im Team und gewann in seiner Zeit hier drei Mal die Meisterschaft. Zum August 2013 wechselte er in die MLS zu LA Galaxy. Ab 2014 kam er hier auch öfters zum Einsatz und stand bis auf wenige Ausnahmen immer in der Startelf, in den folgenden Jahren verpasste er maximal für ein Länderspiel eine Partie. Im Juli 2015 wurde sein Vertrag dann aber aufgelöst.
Anfang 2016 ging er schließlich wieder einmal nach Südamerika zurück, diesmal schloss er sich CD Saprissa in Costa-Rica an. Hier gewann er noch einmal die Meisterschaft und ging zur Saison 2016/17 ein letztes Mal nach Europa. Bei Dinamo Bukarest spielte er nochmal über einige Jahre, bis er seinen letzten Einsatz dort Anfang Dezember 2018 hatte. Im Januar 2019 verkündete er sein Karriereende.

### Nationalmannschaft
Seinen ersten Einsatz im Nationaldress erhielt er am 29. Juni 2003 bei einem 1:0-Freundschaftsspielsieg über die Mannschaft von Kuba. Hier übernahm er zur zweiten Halbzeit den Platz im Tor von Francisco Portillo. Danach stand er immer wieder auf der Torhüter-Position in der Startelf. Zum unangefochtenen Stammspieler wurde er aber nie ganz. Zum Ende seiner Karriere erreichte er mit seiner Mannschaft noch einmal die Weltmeisterschaft 2018, hier gelang seiner Mannschaft jedoch nie ein Sieg. Nach dem Turnier beendete er seine Karriere.